# Zerconoidea
Super-famille
Les Zerconoidea Berlese, 1892 sont une super-famille d'acariens Mesostigmata. Elle contient deux familles.

## Classification
- Zerconidae
- Coprozerconidae